# Forschungsinstitut für mineralische und metallische Werkstoffe /Edelmetalle/Edelsteine
Das Forschungsinstitut für mineralogische und metallische Werkstoffe Edelmetalle/Edelsteine GmbH (FEE) ist ein Forschungsinstitut und Produktionsunternehmen mit Sitz im rheinland-pfälzischen Idar-Oberstein.

## Unternehmensprofil
Das FEE ist eine Institution die Laserkristalle künstlich herstellt. Es züchtet und bearbeitet Kristalle, die in der Medizin, Industrie und Technik verwandt werden. Im Jahr werden um die 1.000 Kristalle in den Labors des FEE gezüchtet, die in Schweiß- und Schneidlasern der Autoindustrie eingesetzt werden. Viele Kristalle werden auch in medizinischen Geräten verbaut. Damit ist das FEE eine europaweit einzigartige Einrichtung.
Neben der Produktion von Kristallen erforscht das FEE neue Methoden zur Herstellung von Kristallen und zur Erhöhung der Kristallqualität. Zu seinen Einrichtungen zählt ein Rasterelektronenmikroskop, das beispielsweise Materialprüfungen bis in die Kristallstruktur hinein ermöglicht. Das FEE arbeitet eng mit dem Institut für Geowissenschaften der Universität Mainz zusammen.
Das Institut gehört zu 75 Prozent dem Land Rheinland-Pfalz, jeweils zehn Prozent der Anteile liegen bei der Stadt Idar-Oberstein und dem Landkreis Birkenfeld; die restlichen fünf Prozent gehören dem Bundesverband der Edelstein- und Schmuckindustrie.

## Geschichte
Das Institut wurde 1990 als GmbH gegründet. Seit der Gründung bis zum Juli 2017 war Lothar Ackermann Geschäftsführer. Nach dessen Ruhestand hat Andreas Pahl die Funktion übernommen.
Im November 2017 wurde bekannt, dass sich das Land Rheinland-Pfalz von seinen Geschäftsanteile trennen wird und das diese im Rahmen einer öffentlichen Ausschreibung verkauft werden.
Im Jahr 2018 wurde bekannt, dass die Anteilsinhaber ihre Unternehmensbeteiligung an das US-Unternehmen Electro-Optics Technology (EOT)verkauft haben.